# گارناریچ
گارناریچ (به ارمنی: Գառնառիճ) یک روستا در ارمنستان است که در استان شیراک واقع شده‌است. گارناریچ در ۳۷ کیلومتری شمال غرب گیومری، مرکز استان شیراک واقع شده‌است.

## خصوصیات
گارناریچ ۲۷۳ نفر جمعیت دارد و در ارتفاع ۲۰۵۰ متر بالاتر از سطح دریا قرار گرفته‌است.